# Barbarics Bálint
Barbarics Bálint (Kiskomárom, 1751. február 21. – Győr, 1825. március 29.) Benedek-rendi szerzetes.

## Élete
1773. november 7-én a szerzetesi fogadalmat letette és 1776. december 21-én misés pappá szentelték. 1802–1803-ban alprior és a szentmártoni plébánia igazgatója; 1803-tól 1808-ig az egyházi történet és jog tanára Győrött; 1808 és 1810 között ugyanott spiritualis; 1810–1814 között a dömölki apátság házfőnöke; innét ismét Győrbe ment spiritualisnak, s e tisztet haláláig betöltötte.

## Munkái
- Compendium historiae christianae… praelectum clericis o. s. B. 1806 et 1808. (Jaurini 4° 408 lap) (kézirat a pannonhalmi könyvtárban)
- Levelei Révaihoz Komáromból 1801–1802 (6 db, az Országos Széchényi Könyvtár kézirattárában)